# Neil Stuke
Neil Robert Stuke ( /stuːk/ STOOK; nacido el 22 de febrero de 1966 en Deal, Kent) es un actor inglés mejor conocido por su papel de Matthew en la comedia televisiva Game On y más recientemente por interpretar a Billy Lamb en la serie Silk, drama legal de la BBC.

## Carrera
Stuke interpretó a Matthew en la segunda y tercera serie de Game On, reemplazando a Ben Chaplin. También interpretó el papel del secretario sénior Billy Lamb en la serie de televisión de la BBC Silk. Su carrera televisiva también incluye Between the Lines, Trust, Reggie Perrin, At Home with the Braithwaites, Monday Monday, Office Gossip, Bedtime, A Touch of Frost, The Catherine Tate Show e interpretó a un futbolista/policía alcohólico en un episodio de 1997 de Pie in the Sky.
En 2006, actuó como estrella invitada en The Bill; su personaje (James Tennant) estuvo involucrado en la historia de la niña desaparecida Amy Tennant.
En el verano de 2010, Stuke apareció en Celebrity MasterChef, donde se descubrió que no era muy buen chef, a pesar de afirmar que lo era. También ha sido panelista en varios episodios de la serie de discusión de actualidad The Wright Stuff.
En agosto de 2014, Stuke fue una de las 200 figuras públicas que firmaron una carta dirigida a The Guardian oponiéndose a la independencia de Escocia en el período previo al referéndum de septiembre sobre ese tema.
En enero de 2020, apareció en un episodio de Doctor Who, junto a Jodie Whittaker, Jo Martin y The Judoon.

## Filmografía
| Televisión | Televisión                            | Televisión                    | Televisión                                                 |
| Año        | Título                                | Papel                         | Notas                                                      |
| ---------- | ------------------------------------- | ----------------------------- | ---------------------------------------------------------- |
| 1991       | The Bill                              | Thomas Jeffries               | Episodio: "Empire Building"                                |
| 1991       | Drop the Dead Donkey                  | Star Batter                   | Episodio: "Baseball"                                       |
| 1993       | Agatha Christie's Poirot              | Peter Baker                   | Episodio: "The Case of the Missing Will"                   |
| 1993       | The Bill                              | Dave Slater                   | Episodio: "By Hook or by Crook"                            |
| 1993       | Between the Lines                     | Det. Con. Green               | Episodio: "Crack Up"                                       |
| 1994       | The Bill                              | Lewis                         | Episodios: "Living Legend" and "Inquest"                   |
| 1994       | Heartbeat                             | Snakey                        | Episodio: "Treading Carefully"                             |
| 1995       | The Chief                             | Bobby Dean                    | 1 episodio                                                 |
| 1995       | Cardiac Arrest                        | Director                      | Episodio: "The Critical Hour"                              |
| 1995       | Resort to Murder                      | Skins                         | 4 episodios                                                |
| 1996       | The Bill                              | Alex Easby                    | Episodio: "No Assistance Required"                         |
| 1996       | A Touch of Frost                      | Det. Sgt. Nash                | Episodio: "The Things We Do for Love"                      |
| 1996       | Karaoke                               | Peter                         | 4 episodios                                                |
| 1996       | Cold Lazarus                          | Peter                         | 1 episodio                                                 |
| 1996       | Out of the Blue                       | Tommy Defty                   | 1 episodio                                                 |
| 1996–98    | Game On                               | Matthew                       | Series 2 & 3 (12 episodios)                                |
| 1997       | Pie in the Sky                        | Kirk Flowerbridge             | Episodio: "Return Match"                                   |
| 1997       | Light Lunch                           | Él mismo (invitado)           | Episodio: "We're Game On"                                  |
| 1998       | Seesaw                                | Jon                           | 3 episodios                                                |
| 1998       | Silent Witness                        | Andy Fox                      | Episodio: "Divided Loyalties: Part 1 &amp; Part 2"         |
| 1998       | Casualty                              | Tony                          | Episodio: "Eye Spy"                                        |
| 1998       | Grafters                              | Paul                          | 7 episodios                                                |
| 1998       | Drop the Dead Donkey                  | Wes Jasper                    | 2 episodios                                                |
| 2000       | At Home with the Braithwaites         | Keith Kershaw                 | Pilot episodio                                             |
| 2000       | The Sins                              | Carl Rogers                   | 7 episodios                                                |
| 2001       | Office Gossip                         | Simon                         | 6 episodios                                                |
| 2002       | Murder in Mind                        | Colin Edwardson               | Episodio: "Victim"                                         |
| 2003       | Trust                                 | Martin Greig                  | 6 episodios                                                |
| 2003       | Murphy's Law                          | Carl                          | Episodio: "Reunion"                                        |
| 2003       | Madre Teresa                          | Kline                         | Película de televisión                                     |
| 2003       | Bedtime                               | John                          | 3 episodios                                                |
| 2005       | The Afternoon Play                    | Steve Passmore                | Episodio: "The Hitch"                                      |
| 2005       | Faith                                 | Nigel                         | Película de televisión                                     |
| 2005       | Twenty Thousand Streets under the Sky | Andy                          | 2 episodios                                                |
| 2005       | Murder in Suburbia                    | Steve                         | Episodio: "Old Dogs"                                       |
| 2005       | Chopratown                            | Det. Insp. Nigel Caro         | Película de televisión                                     |
| 2005       | Life and Death in Rome                | Él mismo (narrador)           | Documental                                                 |
| 2006       | The Virgin Queen                      | Francis Bacon                 | 2 episodios                                                |
| 2006       | Soundproof                            | Chris Groves                  | Película de televisión                                     |
| 2006–07    | The Bill                              | James Tennant                 | 18 episodios                                               |
| 2007       | Kingdom                               | Damien                        | 1 episodio                                                 |
| 2009       | Midsomer Murders                      | Glen Jarvis                   | Episodio: "Secrets and Spies"                              |
| 2009       | Monday Monday                         | Max                           | 7 episodios                                                |
| 2009       | Saturday Kitchen                      | Él mismo (invitado)           | 1 episodio                                                 |
| 2009–10    | Reggie Perrin                         | Chris                         | Serie 1 & 2 (10 episodios)                                 |
| 2010       | Agatha Christie's Marple              | Dr. Haydock                   | Episodio: "The Mirror Crack'd from Side to Side"           |
| 2010       | New Tricks                            | Duncan Miller                 | Episodio: "Dark Chocolate"                                 |
| 2010       | The Slammer                           | Agent Alec Baldwin            | Episodio: "Gov on the Run"                                 |
| 2010       | Celebrity Masterchef                  | Él mismo (concursante)        | 7 episodios                                                |
| 2010       | Jane Goodall: Beauty and the Beasts   | Él mismo (narrador)           | Documental                                                 |
| 2010–11    | BBC Breakfast                         | Él mismo (invitado)           | 2 episodios (12 de agosto de 2010 & 28 de febrero de 2011) |
| 2011       | Crimen en el paraíso                  | Lucas Talbot                  | 1 episodio                                                 |
| 2011       | Fern                                  | Él mismo (invitado especial)  | 1 episodio                                                 |
| 2011–14    | Silk                                  | Billy Lamb                    | 18 episodios                                               |
| 2011–14    | The Wright Stuff                      | Él mismo (miembro del jurado) | 26 episodios                                               |
| 2012       | Fathers Day                           |                               | Película de televisión                                     |
| 2012       | One Night                             | Kenny                         | Miniserie (3 episodios)                                    |
| 2012       | Celebrity Antiques Road Trip          | Él mismo                      | 1 episodio                                                 |
| 2013       | Lewis                                 | Profesor Andrew Crane         | Episodio: "Down among the Fearful"                         |
| 2014       | Plebs                                 | Cornelius                     | 2 episodios                                                |
| 2015       | The Interceptor                       | Reid                          | 1 episodio                                                 |
| 2015       | Doctor Foster                         | Chris Parks                   | 4 episodios                                                |
| 2016       | Suspects                              | Mo Jones                      | 4 episodios                                                |
| 2016       | Silent Witness                        | Laurence Cooke                | Episodio: "In Plain Sight" (2 parts)                       |
| 2016       | Paranoid                              | Michael Niles                 |                                                            |
| 2017       | Porters                               | Hutch                         | 1 episodio                                                 |
| 2018       | Silent Witness                        | Laurence Cooke                | Episodio: "Family" (2 parts)                               |
| 2019       | Jack Ryan                             | Jeremy Bright                 | Episodio: "Dressed to Kill"                                |
| 2020       | Doctor Who                            | Lee                           | Episodio: "Fugitive of the Judoon"                         |
| 2020       | Midsomer Murders                      | Curtis Ferabbee               | Episodio: "Send in the Clowns"                             |
| 2023       | Hijack                                | Neil Walsh                    | Episodio: "tbc"                                            |

| Cine | Cine                              | Cine               | Cine                           |
| Año  | Título                            | Papel              | Notas                          |
| ---- | --------------------------------- | ------------------ | ------------------------------ |
| 1993 | Century                           | Felix              |                                |
| 1994 | Borderland                        | Soldier            | Cortometraje                   |
| 1995 | Suckers                           | Dave               | Cortometraje                   |
| 1996 | Masculine Mescaline               | Mike               | Cortometraje                   |
| 1998 | Shark Hunt                        | (unknown)          | Sin acreditar                  |
| 1998 | Sliding Doors                     | Defensive bloke    |                                |
| 1998 | Lluvia en los zapatos             | Freddy             |                                |
| 1999 | Let the Good Times Roll           | Mike               | Cortometraje                   |
| 1999 | Dead Bolt Dead                    | The Assassin       |                                |
| 1999 | Mad Cows                          | Desk Sergeant      |                                |
| 2000 | The Suicide Club                  | Captain May        |                                |
| 2000 | Circus                            | Roscoe             |                                |
| 2000 | The Wedding Tackle                | Salty              |                                |
| 2000 | Christie Malry's Own Double Entry | Headlam            |                                |
| 2001 | The Dark                          | Apprentice (voice) |                                |
| 2004 | School for Seduction              | Craig              |                                |
| 2005 | Out on a Limb                     | Simon              |                                |
| 2008 | Le Petit Mort                     | Promoter           | Cortometraje de Jason Merrells |
| 2016 | The Comedian's Guide to Survival  | Adam               |                                |
| 2022 | I Used to Be Famous               | Dennis             |                                |